# Fluorit
A fluorit a halogenidek osztályába tartozó ásványfaj. Elnevezésének szinonimája: folypát.
2018-ban az év ásványa (Földtudományos Forgatag 2017, MTM). A címet a kalcit és a szfalerit mellől nyerte el.

## Megjelenési formái, genetikája
Rácsszerkezete típusos ún. fluoritrács, ilyen szerkezettel bír például az uránszurokérc (UO2) is. Szépen fejlett kristályainak színe és formája keletkezési körülményeitől függ. Kisebb hőmérsékleten világos színárnyalatú kockákban jelenik meg, míg magasabb hőmérsékleten teltebb színeződésű, oktaéder, rombdodekaéder, hexakisztetraéder lapok kombinációi szerepelnek. A negyvennyolcas (hexakiszoktaéder) megjelenése gömbszerű külsőt kölcsönöz kristályainak. Gyakran ikresedik és átnövéses ikreket alkot.
Magmás folyamatokban, széles hőmérsékleti határok között képződik. A Kárpát-medencében híresek Kapnikbánya (Gutin-hegység) és Selmecbánya (Szlovákia) fluoritjai.

## Ipari alkalmazásai
A kohászatban az olvadáspont csökkentésére adagolják (innen ered folypát elnevezése is). Vegyiparban fluorsav gyártásra, az optikai iparban akromatikus lencsék előállítására használják.